# Marjan Sturm
Marjan Sturm (Borut Marjan Sturm), avstrijski zgodovinar in politik slovenskega rodu, * 13. december 1951, Celovec na avstrijskem Koroškem.
Deluje kot predstavnik narodnostne skupnosti koroških Slovencev. Med leti 1992 in 2019 je bil predsednik Zveze slovenskih organizacij na Koroškem (ZSO) ter predsednik Sveta za slovensko narodnost pri uradu avstrijskega zveznega kanclerja.

## Življenje
Marjan Sturm izhaja iz slovenske družine v osrednje-južnokoroški občini Štalenska gora (stara občina Šenttomaž pri Celovcu), v nekoč še močno slovenskem/dvojezičnem okolju. 14. aprila 1942 je bila cela rodbina deportirana v nemška taborišča ter razlaščena zaradi etnične pripadnost in zaradi njenega družbenega in gospodarskega položaja. Kolektivna kakor tudi družinska travma deportacije  ter odpor in prizadevanja za človekovo dostojanstvo so močno zaznamovali njegovo življenje.
Leta 1980 je doktoriral z disertacijo o notranjem razvoju slovenske  Osvobodilne fronte (OF) na univerzi na Dunaju.
Od leta 1981 do 1983 je bil znanstveni sodelavec Slovenskega znanstvenega inštituta v Celovcu ter od leta 1983 in 1985 tajnik ustanove.
Od januarja 1992 je bil najprej tajnik, nato oz. od tedaj predsednik Zveze slovenskih organizacij na Koroškem (ZSO)

## Politično delovanje
Kot predsednik Zveze slovenske mladine je v noči na 26. oktober 1970 v Šmohorju lastnoročno dodal na uradni krajevni napis še slovensko krajevno ime, kar je predstavljalo začetek nove faze aktivnejših prizadevanj slovenske narodnostne skupnosti na avstrijskem Koroškem za uresničevanje pravic, kot so zapisane v Avstrijski državni pogodbi z dne 15. maja 1955. V procesu, ki je temu dejanju sledil in ki je bil močno prisoten v medijih – ter ki je bil prestavljen v zgornještajerski Leoben – je bil Marjan Sturm oproščen. 
Kasneje je bil Marjan Sturm v 70ih letih soiniciator solidarnostnega gibanja za pravice koroških Slovencev. Kot takšen je bil aktiven v številnih avstrijskih in nadregionalno delujočih društvih, ki so si prizadevali za medkulturni dialog.
Marjan Sturm je avtor številnih publicističnih prispevkov ter leta 2007 soavtor mejnika koroškega dialoga: Kärnten neu denken... (Koroško na novo omisliti)
Za svoja prizadevanja za kompromisno rešitev v sporu o krajevnih napisih je dobil leta 2012 odlikovanje Velikega srebrnega odlikovanja za zasluge za Republiko Avstrijo (das Große Silberne Ehrenzeichen für Verdienste um die Republik Österreich).

## Priznanja
- 2012: Veliko srebrno odlikovanje za zasluge za Republiko Avstrijo (Ehrenzeichen für Verdienste um die Republik Österreich)[10]

- 2009, 16. junij, Državljanska nagrada Evropskega parlamenta mdr. Marjanu Sturmu za članstvo v t. i. koroški konzenčni skupini [11]

- 2009, Kulturna nagrada mesta  Beljak mdr.  Marjanu Sturmu za članstvo v t. i. koroški konzenčni skupini [12]

- 2009, 2. december, Verfassungspreis (ustavna nagrada) mdr. Marjanu Sturmu za članstvo v t. i. koroški konzenčni skupini [13]